# Vila Mihail C. Sutzu
Vila Mihail C. Sutzu este un monument istoric aflat pe teritoriul municipiului Constanța.